# Фузор

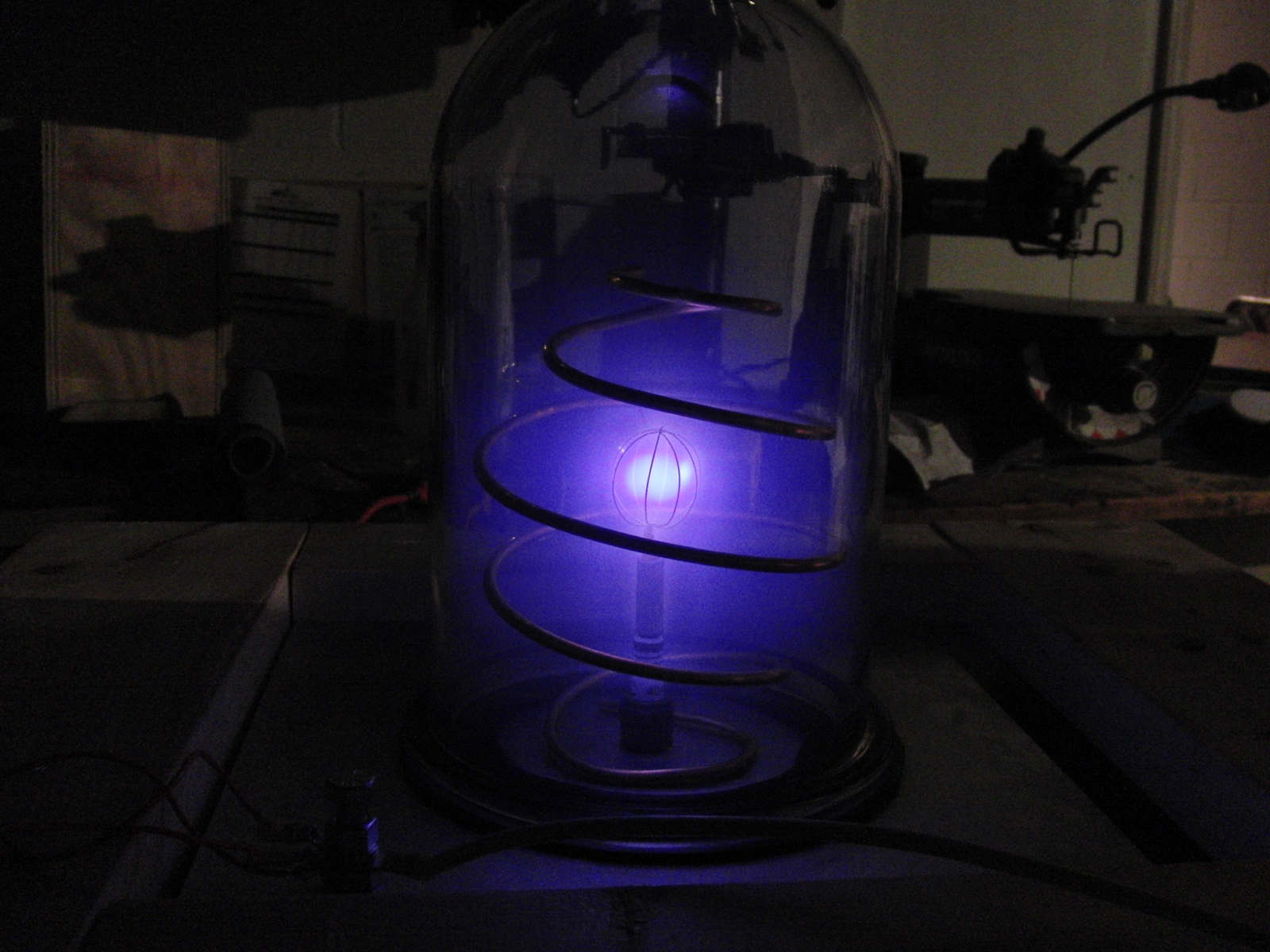
Фузор, виготовлений у домашніх умовах.

Фузор — пристрій, сконструйований американським винахідником Філо Т. Фарнсуортом для отримання керованої термоядерної реакції.
На відміну від багатьох систем для отримання керованої термоядерної реакції, які повільно нагрівають плазму, поміщену в магнітну пастку, у фузорі високоенергетичні іони безпосередньо упорскують в область, де відбувається термоядерна реакція. Реалізація цієї концепції, імовірно, дозволить значно зменшити розміри і вартість термоядерного реактора. Для утримання плазми у фузорі використовується метод електростатичного утримання плазми.
Ідея фузора в різних модифікаціях була використана у роботах таких учених як Elmore, Tuck і Watson, пізніше George Miley. З 1994 по 2006 Роберт Бассард за контрактом з ВМС США побудував декілька моделей реакторів Полівелл.